# Габ'як Богдан Йосипович
Богдан Йосипович Габ'як (нар. 18 жовтня 1963, с. Денисів, Козівський район, Тернопільська область) — український художник. Син Йосипа Габ'яка.

## Життєпис
Закінчив Львівське училище прикладного мистецтва (1983).
Працює за спеціальністю у Тернополі. Займається живописом, різьбою по дереву і каменю, чеканкою по металу, монументальними настінними розписами тощо.
Учасник обласних і всеукраїнських художніх виставок. Збирає етнографічні матеріали та малярські твори в Західній Україні, більше 100 з них передав на зберігання Денисівському краєзнавчому музею.

## Доробок
Оформив «Будинок природи» в Денисівській школі, окремі з внутрішніх приміщень ЗУНУ, Львівської ЗОШ № 11, дитсадків.
Автор олійних портретів Тараса Шевченка, Івана Франка, Лесі Українки, Іванни Блажкевич, Осипа Вітошинського, багатьох картин на релігійну тематику та інших.